# Шпански алфабет
Шпански алфабет је једно од најфонетичнијих латиничних писама. Користи се за шпански језик и заснива се на латиничном писму. Абецеда има 29 слова, али се изговор разликује у зависности од тога где се језик говори. Постоји 5 самогласника и могу се наћи и као акцентовани, док се слово U може наћи на два начина као Ú или Ü. Карактеристично слово за шпански језик је слово Ñ, које је по вредности једнако српском слову Њ.

## Алфабет
У шпанском су ту и ова слова: Á, É, Í, Ó, Ù, Ú, и Ü.
| A a   | a                             | J j   | jota           | R r | erre ere                            |
| B b   | be be alta be grande be larga | K k   | ka             | S s | ese                                 |
| C c   | ce /θe/                       | L l   | ele            | T t | te                                  |
| Ch ch | che                           | Ll ll | doble ele elle | U u | u                                   |
| D d   | de                            | M m   | eme            |     |                                     |
| E e   | e                             | N n   | ene            | V v | uve ve ve baja ve chica ve corta    |
| F f   | efe                           | Ñ ñ   | eñe            | W w | uve doble doble ve doble u ve doble |
| G g   | ge                            | O o   | o              | X x | equis                               |
| H h   | hache                         | P p   | pe             | Y y | ye i griega                         |
| I i   | i i latina                    | Q q   | cu             | Z z | zeta /ˈθeta/ zeda                   |